# Cantone di Cañar
Il cantone di Cañar è un cantone dell'Ecuador che si trova nella provincia di Cañar.
Il capoluogo del cantone è Cañar.